# Manuel Joaquín Tarancón y Morón
Manuel Joaquín Tarancón y Morón (né le 20 mars 1782 à Covarrubias en Castille, et mort le 25 août 1862 à Séville) est un cardinal espagnol du XIXe siècle. 

## Biographie
Manuel Joaquín Tarancón y Morón est professeur, recteur, chanoine et vicaire général à Valladolid. Il est élu évêque de Cordoue en 1848 et promu à l'archidiocèse de Séville en 1857. Le pape Pie IX le crée cardinal lors du consistoire du 15 mars 1858.

## Sources
- Fiche sur le site fiu.edu